# 아마존 익스프레스
아마존 익스프레스(Amazon Express)는 대한민국 경기도 용인시 처인구 포곡읍에 위치한 에버랜드의 주토피아에 있는 래피드형 어트랙션이다.
2022년 4월 4일, 유튜브 채널 '티타남'에 올라온 "에버랜드 아마존 N년차의 멘트! 중동석 갑"이라는 제목으로 올라온 영상(2024년 11월 12일 기준 조회수 30,224,319회) 덕에 인기가 더 높아졌다.